# Echoes of Indiana Avenue
Echoes of Indiana Avenue ist ein Jazzalbum von Wes Montgomery. Die zuvor unveröffentlichten Live-Aufnahmen entstanden 1957/58 an unbekannten Orten in Indianapolis und erschienen am 11. März 2012 bei Resonance Records.

## Hintergrund
In der Mitte des zwanzigsten Jahrhunderts war Indianapolis eine Brutstätte für Jazz-Talente. Posaunist J. J. Johnson, der Trompeter Freddie Hubbard und der Gitarrist Wes Montgomery begannen ihren individuellen Aufstieg im Herzen des „Hoosier-Landes“. Während die ersten beiden Künstler eine lange Karriere hatten, war Montgomery nicht so glücklich. Dieses autodidaktische Genie, das 1958 in die nationale Szene eindrang, wurde nur ein Jahrzehnt später von einem tödlichen Herzinfarkt getroffen. Während die meisten posthum veröffentlichten Aufnahmen Künstler in ihrer mittleren bis späten Karrierezeit einfangen, unterscheidet sich diese Sammlung dahingehend, dass es sich tatsächlich um eine Vorstufe zu Montgomerys gut dokumentiertem Jahrzehnt regulärer Aufnahme handelt. Seine neun Tracks wurden zwischen 1957 und 1958 in drei verschiedenen Besetzungen dargeboten. Der ausführende Produzent Michael Cuscuna vermutet, dass sie aufgenommen wurden, um Montgomery zu helfen, einen Plattenvertrag abzuschließen.
„Die Geschichte hinter diesen Aufnahmen erklärt, warum einige Details rund um die Quellen unbestimmt sind“, schrieb Jason Shadrick. „Durch eine Auflistung bei eBay erreichten diese Tracks die Aufmerksamkeit des Produzenten Michael Cuscuna. Er traf Vorkehrungen für den Erwerb der Bänder und kontaktierte die Erbengemeinschaft Montgomerys. Im Jahr 2010 begann Cuscuna mit George Klabin und Zev Feldman zusammenzuarbeiten, um Einzelheiten zu ermitteln, um den Ursprung dieser Aufnahmen zu bestimmen. Nach ihrer Recherche kamen sie zu dem Schluss, dass diese Musik in drei verschiedenen Sessions aufgenommen wurde – eine im Studio und zwei bei Live-Dates –, die vor Montgomerys Debütalbum 1959 beim Riverside-Label entstanden. Zu Montgomery kamen seine Brüder, der Bassist Monk und der Pianist Buddy, der Pianist/Organist Mel Rhyne, der Schlagzeuger Sonny Johnson und andere Einwohner aus Indiana.“
Das Album beginnt mit einer Studioaufnahme von Shorty Rogers’ Diablo’s Dance, mit dabei ein unbekannter Bassist, Pianist Melvin Rhyne und der Schlagzeuger Paul Parker. Rhyne kehrt nochmals bei Nica’s Dream zum Piano zurück, ansonsten spielt er sein Hauptinstrument, die Orgel in ’Round Midnight und Darn That Dream. ’Round Midnight, die klassische Monk-Ballade, ist eine weitere Studioaufnahme; der Rest des Albums enthält Jazzstandards, die möglicherweise bei nächtlichen Jamsessions irgendwo in einem oder mehreren Clubs in der Innenstadt von Indianapolis mitgeschnitten wurden. Die Details zu Datum und Ort sind verloren gegangen. Montgomery arbeitet mit seinen Brüdern – dem Bassisten Monk Montgomery und dem Pianisten Buddy Montgomery – zunächst an einer Trio-Version von Straight No Chaser. Das Album schließt mit einigen Nummern, die möglicherweise im Hub Bub in Indianapolis aufgenommen wurden. Montgomery und der Pianist Earl VanRiper tauschen sich bei Take the “A” Train aus. Es folgen Interpretationen von Erroll Garners Erfolgstitel Misty und Body And Soul, mit subtiler Unterstützung von Schlagzeuger Sonny Johnson und Bassist Mingo Jones. Der Auftritt endet mit der langsamen Blues-Jam After Hours Blues. „Montgomery klingt bei dieser Nummer wie ein anderer Mann, als er seine Jazzgitarrenhaut abwirft und Barroom-Blues spielt.“

## Editorischer Hinweis
Das Album ist mit ausführlichen Liner Notes versehen, darunter Essays von Montgomerys Brüdern, Pat Martino, David Baker und dem Jazz-Historiker Dan Morgenstern, Michael Cuscuna und Bill Milkowski.

## Titelliste
Wes Montgomery – Echoes of Indiana Avenue (Resonance Records – HCD-2011)
1. Diablo’s Dance (Shorty Rogers) 4:15
2. ’Round Midnight (Thelonious Monk) 7:33
3. Straight No Chaser (Monk) 7:37
4. Nica’s Dream (Horace Silver) 4:58
5. Darn That Dream (Delange, Van Heusen) 5:51
6. Take the A Train (Billy Strayhorn) 6:21
7. Misty (Erroll Garner) 4:32
8. Body and Soul (Heyman, Green) 4:29
9. After Hours Blues (Improvisation) 6:36

## Rezeption
Dan Bilawsky schrieb in All About Jazz: „Die verbleibenden Tracks wurden alle live aufgenommen, obwohl die Details zu Datum und Ort für den Mülleimer der Geschichte verloren gegangen sind. Montgomery arbeitet mit seinen Brüdern – dem Bassisten Monk Montgomery und dem Pianisten Buddy Montgomery – an einer Trio-Aufnahme von ‚Straight No Chaser‘. Das Album schließt mit einigen Nummern, die möglicherweise im Hub Bub in Indianapolis aufgenommen wurden. Montgomery und der Pianist Earl VanRiper tauschen sich bei ‚Take The A Train‘ mit Freude aus. Sie bieten angenehme Spaziergänge durch ‚Misty‘ und ‚Body and Soul‘, mit subtiler Unterstützung von Schlagzeuger Sonny Johnson und Bassist Mingo Jones. Die erstaunlichste Performance ist der langsame Blues-Jam, der das Album beendet (‚After Hours Blues‘). Montgomery klingt bei dieser Nummer wie ein anderer Mann, als er seine Jazzgitarrenhaut abwirft und eine Blues-Mana des Barroom spielt.
Die Klangqualität der Aufnahmen mag einige enttäuschen, und Montgomery selbst klingt manchmal ungewöhnlich dünn, aber diese Probleme stellen sich als äußerst geringer Preis heraus, wenn Sie mehr Musik von einem der größten Gitarristen hören möchten, die jemals auf der Erde waren.“
Jason Shadrick meinte in Premium Guitar, die Aufnahmen auf Echoes of Indiana Avenue zeigten einen Künstler, der immer noch dabei sei, eine musikalische Stimme zu entwickeln, während er die Jazzwelt im Sturm erobern will. Es sei das erste vollständige Album der unveröffentlichten Musik von Montgomery seit 25 Jahren und beleuchte eine Ära seiner Karriere, die noch nicht vertreten ist.
Weiter schreibt Shadrick: „Montgomery bleibt auf diesen Tracks eher linear und stützt sich bei seinen Improvisationen nicht auf seine typischen Oktaven. Sogar bei den Live-Tracks hält er die Arrangements eng und streckt sich nicht so aus, wie er es auf seinem wegweisenden Live-Album Smokin’ at the Half Note getan hat. Die Horace Silver-Komposition ‚Nica’s Dream‘ beinhaltet die Rhyne/Parker-Rhythmusgruppe mit einem unbekannten Bassisten. Sobald die Band während der Bridge zum Swing wechselt, weist Montgomery auf den Akkordstil hin, den er in späteren Jahren mehr entwickeln würde. Mit ‚Misty‘ und ‚Body and Soul‘ gräbt Montgomery tief und festigt seinen Platz als einer der großen Jazz-Balladenspieler mit perfekt platzierten doppelten Phrasen und warmen Tönen.“
Das Herzstück des Albums sei nach Ansicht des Autors der letzte Track After Hours Blues, bei dem Montgomery geradlinigen, urbanen Blues auf einer Solidbody-Gitarre spielt. Sein leicht übersteuerter Ton und seine wilden Doppelstopps zeigen eine Seite seiner Einflüsse, die bisher noch nicht festgehalten worden waren. Zwischen seinen Kurven im Delta-Stil hört man Gläsergeklirre und Menschen in der Menge, die ihn anfeuern. „Von funky bis delikat“ zeige dieses Album alle Facetten des Montgomery-Spiels, resümiert Shadrick. „Es ist mit Sicherheit einer der besten Jazzschätze der letzten Jahrzehnte und ein Muss für jeden Montgomery-Fan.“
Mike Joyce fühlte sich in seiner Rezension in JazzTimes hinsichtlich der Entstehungsgeschichte des Albums an die TV-Serie History Detectives beim Sender PBS erinnert. Daher richtet er zunächst „ein großes Lob“ an eine angesehene Gruppe von Jazz-Anhängern, die diesen Fund ausführlich erforscht hätten. Hinsichtlich der musikalischen Leistungen der Band meint der Autor: „[…] Wes ist sehr zu Hause und arbeitet gelegentlich mit Familie und Freunden in einer Reihe entspannter kleiner Combo-Konstellationen zusammen, die offenbar kurz vor seinem Pacific Jazz-Debüt von 1958 aufgenommen wurden. Außer dem anregend animierten Opener Diablo’s Dance und der Coda, einem flippigen, improvisierten Brenner mit dem Namen After Hours Blues, werden Jazz und Pop-Standards vereint. Nicht überraschend ist Thelonious Monk gut vertreten. ‚’Round Midnight‘ und ‚Straight, No Chaser‘ kommen zunächst, gefolgt von Horace Silvers ‚Nica’s Dream‘.“ Während des gesamten Mix aus Studio- und Live-Aufnahmen zeige sich Montgomerys aufstrebendes Talent für die Kombination seelenvoller melodischer Verzierungen mit daumengetriebenen Oktaven und Akkorde. „Keine Frage: Schon in diesem frühen Stadium seiner Karriere war Montgomerys Kunst so solide wie der Kalkstein aus Indiana,“ lautet das Faiz des Autors.
Thom Jurek gab dem Album in Allmusic vier (von fünf) Sterne und lobte: „Echoes of Indiana Avenue ist vielleicht die bedeutendste Veröffentlichung von zuvor unveröffentlichtem Material eines großen Jazzkünstlers seit The Thelonious Monk Quartet with John Coltrane: In Carnegie Hall, erschienen 2005. Das ist keine Übertreibung.“ Die Musik dieser Band um den Gitarristen offenbare „schon zu diesem frühen Zeitpunkt, wie gut die Improvisationssprache von Montgomery war. Sein ehrfürchtiger Auftakt wird nach und nach durch eine schimmernde Bewegung in Richtung auf einen frühen Soul-Jazz ersetzt, doch seine Fähigkeit, die tonalen Feinheiten und harmonischen Möglichkeiten des Instruments zu nutzen, gibt seiner harmonischen Architektur eine ganz andere Dimension.“ Das harte Swingen in Take the “A” Train zeige die bereits auffälligen und innovativen Voicings auf der Basssaiten von Montgomery entwickelt. Abgesehen von diesen Beispielen gebe es während des gesamten Mitschnitts keinen schwachen oder mittelschweren Moment. Zu diesem frühen Zeitpunkt als Bandleader befand sich Montgomery am Kommando und drängte intensiv weg von den Charlie Christian-Ismen, die sein Spiel mit Lionel Hampton dominierten. Die Klangqualität kann an manchen Stellen etwas rau sein, aber es spielt keine Rolle, wenn das Material so gut ist.